# Bürgerschaftswahl in Bremen 1955
- KPD: 4
- SPD: 52
- FDP: 8
- CDU: 18
- DP: 18

Die Bürgerschaftswahl in Bremen 1955 war die vierte Wahl zur Bürgerschaft in der Freien Hansestadt Bremen. Sie fand am 9. Oktober 1955 statt.

## Ergebnis
Die Wahlbeteiligung lag bei 84,0 Prozent. Die SPD konnte zum zweiten Mal nach 1946 die absolute Mehrheit der Sitze erreichen. Trotzdem regierte sie in einer Schwarz-rot-gelben Koalition mit FDP und CDU im Senat Kaisen V weiter.
Die KPD erhielt 4,998 Prozent (sieben Stimmen unter der Fünfprozenthürde). Wegen der nach Wahlbereichen getrennten Sperrklausel kam sie aber im Wahlbereich Bremen auf über fünf Prozent und zog dort mit vier Abgeordneten ein.
| Partei | Stimmen | Prozent | Sitze (Veränderung) |
| ------ | ------- | ------- | ------------------- |
| SPD    | 174.127 | 47,8    | 52 (+9)             |
| CDU    | 65.749  | 18,0    | 18 (+9)             |
| DP     | 60.557  | 16,6    | 18 (+2)             |
| FDP    | 31.486  | 8,6     | 8 (−4)              |
| KPD    | 18.229  | 5,0     | 4 (−2)              |
| GB/BHE | 10.570  | 2,9     | 0 (−2)              |
| BdD    | 3.988   | 1,1     | –                   |